# リュッバーシュテット
リュッバーシュテット (ドイツ語: Lübberstedt、低地ドイツ語: Lübbs) はドイツ連邦共和国ニーダーザクセン州オスターホルツ郡のザムトゲマインデ・ハムベルゲンに属す町村（以下、本項では便宜上「町」と記述する）である。この町は同郡の最北部に位置している。

## 地理

### 位置
この町はブレーメンの北、北ドイツ低地に位置している。

### 自治体の構成
この町は以下の2つの地区からなる。
- リュッバーシュテット（首邑）
- リュッバーシュテット＝バーンホーフ

### 隣接する市町村
この町は、北西はアックスシュテット、北東はホルステ、南東はハムベルゲン、南西はオスターホルツ＝シャルムベック、西はハーゲン・イム・ブレーミシェンと境を接している。

## 歴史
この町は1105年にハンブルク＝ブレーメン大司教フリードリヒが Lubberstedi 村などがブラムシュテットの教会に帰属することを認める文書中に初めて記録された。
1936年から1945年までブレーマー・ヴァルトに、弾薬の最終組立を行うための空軍弾薬庫 (MUNA) 「リュッバーシュテット空軍弾薬庫」があり、1944年からはノイエンガンメ強制収容所の分所となっていた。2010年9月に演劇集団「ダス・レッツェ・クライノート」はドキュメンタリー風の演劇「MUNA リュッバーシュテット」を上演した。2012年からMUNA研究サークルがMUNAの敷地のガイドツアーを行っている。

### ザムトゲマインデの形成とそれ以前の帰属
リュッバーシュテットは、1974年3月1日、ニーダーザクセン州の地域再編により、ハムベルゲン、アックスシュテット、ホルステ、フォラーゾーデとともにザムトゲマインデ・ハムベルゲンを形成した。それまでこの町はヴェーザーミュンデ郡に属していた。

## 行政

### 議会
リュッバーシュテットの町議会は6議席で構成されている。人口501人から1,000人のザムトゲマインデ構成自治体の議員定数は通常8議席である。2016年の町議会選挙で、SPDからの立候補者が得票比例議席数に足らなかったため、2議席は空席となった。町議会議員は5年ごとに選出される。
町議会では上記の議員の他に町長も投票権を有している。

### 首長
リュッバーシュテットの町長は、ユルゲン・メールテンス (CDU) である。

### 紋章
リュッバーシュテットの紋章デザインは、紋章研究家で紋章画家の Albert de Badrihaye が制作した。彼はクックスハーフェン郡で80の紋章をデザインした。
図柄: 赤地に銀色の風車
解説: 風車はこの町の象徴的建造物であるオランダ風車を表している。

## 文化と見所

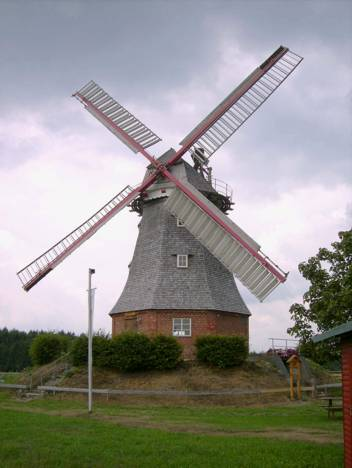
リュッバーシュテットの風車

### 建築
- リュッバーシュテットには保存状態の良い風車が遺されている。このオランダ式風車は1868年から1872年に建設された。1909年に元の風車が焼失した後、同じ年に新しいオランダ式風車が建設された。1909年製のこの風車の駆動装置は現在も完全に動作可能である[7]。
- リュッバーシュテット駅の向かいにあるヴァルトハウス・リュッバーシュテットは1897年にフリードリヒ・ビショフによって建設された、当時はブレーメンの人々に人気のハイキング地の飲食店であった。現在この建物は社会福祉施設となっている[8]。

### クラブ、サークル、協会
- MTV リュッバーシュテット。ファウストボール、卓球、女子器械体操、子供体操、母子体操、ウォーキング/ノルディックウォーキング、シニア体操、男子体操、アーチェリーなどのスポーツ種目がある。
- 風車協会
- 消防団
- 収穫感謝祭委員会
- 労働者福祉組合
- 婦人会
- 自然保護協会
- メイポール協会
- リュッバーシュテット狩猟組合
- MUNA研究チーム
- ディー・キュンメラー（ザムトゲマインデ・ハムベルゲンの老人福祉協会）

### 年中行事
- 大規模な収穫祭のパレード（約50台の祝祭ワゴンが参加する）が町を更新する収穫祭。毎年9月の第2週末に開催される。土曜日にはシュポルトハレで大規模な舞踏会が行われる。
- メイポール立て。聖霊降臨節の土曜日に、村の若者たちによって、公民館前にメイポール（高さ 20 – 23 m）が立てられる。

## 経済と社会資本

### 風力発電施設
リュッバーシュテットのハムベルゲンとの町境付近に、2016年に高さ 186 m の風力発電機が7基建設された。出力は年間 57,000 MWhで、18,000戸分の電力に相当する。建設費用は3500万ユーロであった。風力発電施設を受け容れてもらうために、この施設の所有者組織は収益や賃貸収入から、公益を目的として助成金として毎年7200ユーロを村に支払っている。一部のリュッバーシュテット住民は、2017年に報告されているように、「神経をすり減らす点滅する赤い光、騒々しいローター、日照障害･･･さらには不眠症」 などの風力発電施設の影響に悩まされており、さらに不動産価値の低下についても心配している。

### 教育
隣町のアックスシュテットに基礎課程学校と幼稚園がある。

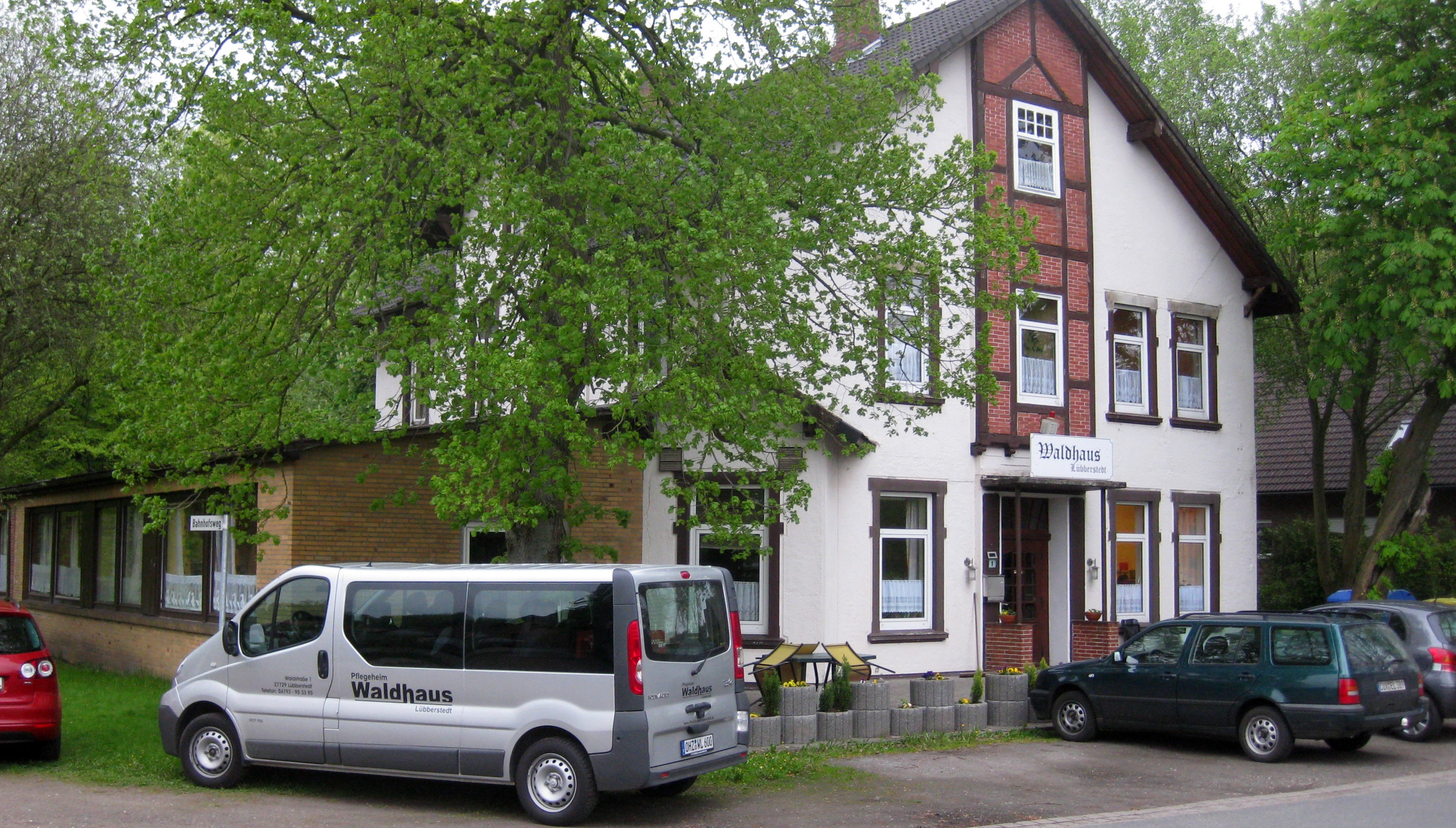
社会養護施設ヴァルトハウス・リュッバーシュテット

### 医療・健康
リュッバーシュテットには、一般治療医院が1軒と社会養護施設が1軒ある。

### 交通
この町は鉄道ブレーメン - ブレーマーハーフェン（- クックスハーフェン）線の駅により交通網に接続している。連邦アウトバーン A27号線（ヴァルスローデ - クックスハーフェン）は 15 km 離れており、郡道を使ってアクセスする。郡庁所在地のオスターホルツ＝シャルムベックや上級中心都市ブレーメンとを結ぶ主要交通路は 4 km 離れた連邦道B74号ブレーメン - シュターデ線である。

## 関連図書
- Fritz Hörmann; Ude Meyer; Christian Morisse; Eberhard Nehring; Irmgard Seghorn; Egon Stuve; Else Syassen (1995). Kulturstiftung der Kreissparkasse Wesermünde. ed. Flurnamensammlung Wesermünde – Die Flurnamen des Grundsteuerkatasters von 1876. Neue Reihe der Sonderveröffentlichungen der Männer vom Morgenstern, Heimatbund an Elb- und Wesermündung e. V.. 27. Bremerhaven: Männer vom Morgenstern Verlag. p. 14. ISBN 978-3-931771-27-0
- Barbara Hillmann; Volrad Kluge; Erdwig Kramer (1996). Lw. 2/XI – Muna Lübberstedt – Zwangsarbeit für den Krieg. Bremen: Edition Temmen Verlag. ISBN 978-3-86108-254-5